# Wang Jiusi
Wang Jiusi 王九思 (* 1468; † 1551), zi: Jingfu 敬夫, hao: Meibei 渼陂 aus Hu in Shaanxi war ein Beamter, Literat und Dramatiker in der Zeit der Ming-Dynastie. Er ist einer der Sieben ehemaligen Meister (Qianqizi, 前七子).
Sein zaju-Stück (雜劇 / 杂剧,  zájù) Gujiu youchun 沽酒游春 ist in der Sammlung Guben xiqu congkan siji 古本戏曲丛刊四集 enthalten.
Sein Grab in Hu steht auf der Liste der Denkmäler der Provinz Shaanxi.